# Gout Gout
Spécial:Contribs/
Pour les articles homonymes, voir Gout (homonymie).
Gout Gout, né le 29 décembre 2007, est un athlète australien spécialiste des épreuves de sprint du 100 mètres et du 200 mètres. Il détient le record d'Océanie sur 200 m en 20 s 02.

## Biographie

### Origines et vie privée
Gout Gout naît à Ipswich dans l'État de Queensland, de parents dinka originaires du Soudan du Sud, Bona et Monica, lesquels étaient arrivés sur le territoire australien deux ans auparavant. Il est issu d'une fratrie de sept enfants.
Son père, Bona Gout, affirme à la chaîne de télévision australienne 7NEWS que leur nom de famille actuel est le résultat d'une erreur administrative survenue lors d'une mauvaise translittération vers l'arabe de leur nom par l'administration soudanaise lors de leur émigration vers l'Egypte. Le véritable nom de famille, Guot ou Gwot (prononciation /gwɔt/), a été mal orthographié en Gout. Ses parents expliquent désirer corriger cette erreur administrative pour toute leur famille, regrettant la potentielle confusion du nom en anglais avec la maladie articulaire de la goutte,.
Il effectue sa scolarité au lycée de sa ville natale. Gout Gout s'illustre d'abord dans le football avant de se consacrer à l'athlétisme.

### Carrière

#### Garçon australien de moins de 16 ans le plus rapide de l'histoire (2022)
Lors de la compétition d'athlétisme du Queensland (Joanna Stone Shield), il crée l'événement en réalisant le 100 m en 10 s 57, devenant ainsi à 14 ans, le garçon australien de moins de 16 ans le plus rapide de l'histoire,.

#### Record national U18 sur 200m (2023)
Il émerge sur la scène publique en avril 2023 lors des Championnats australiens juniors d'athlétisme à Brisbane. À cette occasion, il bat à 15 ans, le record national U18 du 200 m en 20 s 87. Auparavant détenu par un trio d'Australiens composé de Darren Clark en 1982, Paul Greene en 1989 et Zane Branco en 2017, qui avaient tous couru en 20,90 secondes, ce nouveau record le rapproche à moins de 0,30 seconde de celui de Usain Bolt, établi au même âge,,,.

#### Médaillé d'argent sur 200m aux mondiaux Junior de Lima et record national (2024)
Le 16 mars, il réalise un temps de 10,29 secondes au 100 mètres. Dans les 50 derniers mètres, il creuse un écart considérable sur ses concurrents, rendant sa performance virale à l’approche des championnats du monde junior. Cette vidéo engendre des comparaisons avec Usain Bolt, bien que ce dernier n’ait jamais couru le 100 mètres durant ses années de cadet et junior.
Il participe également aux 100 m et 200 m des championnats d’Australie U18 et U20, où il décroche la médaille d’or dans les deux épreuves de chaque catégorie.
En juin, lors des championnats d'Océanie U18 à Suva, il remporte la médaille d'or au 200 m ainsi qu'au relais 4 × 100 m.
Aux championnats du monde junior à Lima, il décroche la médaille d'argent sur 200 m avec un temps de 20,60 secondes, établissant un nouveau record continental U18. Il participe également à la finale du relais 4 × 100 m, mais ne parvient pas à décrocher de médaille, l'Australie terminant à la cinquième place.
Le 28 octobre, il signe son premier contrat avec la marque Adidas.
Lors des Championnats d'athlétisme inter-écoles du Queensland, il enregistre un temps de 20 s 29, faisant de lui le quatrième Australien le plus rapide sur cette distance depuis 1993. Cette performance le place également au quatrième rang des meilleures performances cadettes de tous les temps, derrière Erriyon Knighton, Usain Bolt et Puripol Boonson.
Lors des Championnats d'Australie toutes écoles confondues, il réalise un impressionnant chrono de 10 s 04 sur 100 m, bien que les conditions de vent trop favorables empêchent son homologation.
Le lendemain, le 7 décembre, lors de la finale du 200 m, il pulvérise son record personnel en courant en 20 s 04. Ce temps le propulse au deuxième rang des meilleures performances cadettes de tous les temps et fait de lui le deuxième athlète U18 à surpasser le record d’Usain Bolt dans cette catégorie. Il efface également le record d'Océanie, détenu depuis 1968 par Peter Norman.
Ces performances exceptionnelles pour son âge lui permettent d'être sélectionné pour représenter l'Australie à l'épreuve du 200 m aux championnats du monde sénior de 2025.

#### 2025
Engagé sur le 100 mètres (catégorie U20) et le 200 mètres (catégorie senior) lors des championnats d’Australie, Gout Gout remporte la médaille d’or dans les deux disciplines. Il réalise à deux reprises un chrono de 9 s 99 sur 100 m, en séries puis en finale, ainsi qu’un temps de 19 s 84 en finale du 200 m. Toutefois, en raison d’un vent trop favorable lors de chacune de ses performances, aucun de ces temps ne peut être homologué comme record officiel.

## Palmarès

### International
| Date | Compétition                   | Lieu | Résultat | Épreuve   | Temps   |
| ---- | ----------------------------- | ---- | -------- | --------- | ------- |
| 2024 | Championnat d'Océanie U18     | Suva | 1er      | 200 m     | 21 s 24 |
| 2024 | Championnat d'Océanie U18     | Suva | 1er      | 4 × 100 m | 41 s 34 |
| 2024 | Championnats du monde juniors | Lima | 2e       | 200 m     | 20 s 60 |
| 2024 | Championnats du monde juniors | Lima | 5e       | 4 × 100 m | 39 s 64 |

### National
| Date | Compétition                               | Lieu     | Résultat | Épreuve | Temps   |
| ---- | ----------------------------------------- | -------- | -------- | ------- | ------- |
| 2022 | Championnats d'Australie d'athlétisme U16 | Sydney   | 6e       | 100 m   | 11 s 27 |
| 2022 | Championnats d'Australie d'athlétisme U16 | Sydney   | 4e       | 200 m   | 22 s 35 |
| 2023 | Championnats d'Australie d'athlétisme U18 | Brisbane | 1er      | 100 m   | 10 s 50 |
| 2023 | Championnats d'Australie d'athlétisme U18 | Brisbane | 1er      | 200 m   | 20 s 87 |
| 2024 | Championnats d'Australie d'athlétisme U20 | Adélaïde | 1er      | 100 m   | 10 s 48 |
| 2024 | Championnats d'Australie d'athlétisme U20 | Adélaïde | 1er      | 200 m   | 20 s 97 |
| 2024 | Championnats d'Australie d'athlétisme U18 | Adélaïde | 1er      | 100 m   | 11 s 00 |
| 2024 | Championnats d'Australie d'athlétisme U18 | Adélaïde | 1er      | 200 m   | 21 s 23 |
| 2025 | Championnats d'Australie d'athlétisme U20 | Perth    | 1er      | 100 m   | 9 s 99  |
| 2025 | Championnat d'Australie d'athlétisme      | Perth    | 1er      | 200 m   | 19 s 84 |

## Records
| Épreuve | Temps                    | Lieu     | Date            |
| ------- | ------------------------ | -------- | --------------- |
| 100 m   | 10 s 17 (+ 0,9 m/s)      | Brisbane | 6 décembre 2024 |
| 200 m   | 20 s 02 (+ 0,0 m/s) (AR) | Ostrava  | 24 juin 2025    |
| 400 m   | 46 s 20                  | Brisbane | 15 février 2025 |